# Нехаев, Михаил Константинович
Михаил Константинович Нехаев (3 ноября 1925 — 5 декабря 2007) — гвардии сержант Рабоче-крестьянской Красной Армии, участник Великой Отечественной войны, Герой Советского Союза (1945).

## Биография
Михаил Нехаев родился 3 ноября 1925 года в деревне Горы (ныне — Великолукский район Псковской области). Рано остался без родителей, рос в детском доме. После окончания семи классов школы работал слесарем на одном из казанских заводов. В феврале 1943 года Нехаев был призван на службу в Рабоче-крестьянскую Красную Армию. Окончил Челябинскую танковую школу. С декабря того же года — на фронтах Великой Отечественной войны.
К февралю 1945 года гвардии сержант Михаил Нехаев командовал орудием танка Т-34-85 1-го батальона 36-й гвардейской танковой бригады 4-го гвардейского механизированного корпуса 7-й гвардейской армии 2-го Украинского фронта. Отличился во время освобождения Чехословакии. 17-20 февраля 1945 года в боях на плацдарме на реке Грон в районе населённого пункта Камендин экипаж Нехаева отражал вражеские контратаки, уничтожив в общей сложности 9 танков, 1 самоходное артиллерийское орудие и 1 БТР противника.
Указом Президиума Верховного Совета СССР от 28 апреля 1945 года за «образцовое выполнение боевых заданий командования на фронте борьбы с немецкими захватчиками и проявленные при этом мужество и героизм» гвардии сержант Михаил Нехаев был удостоен высокого звания Героя Советского Союза с вручением ордена Ленина и медали «Золотая Звезда» за номером 8651.
В одном из последующих боёв получил тяжёлое ранение, лишившись одного глаза и одной ноги. Был демобилизован по ранению после окончания войны. Проживал в Загорске (ныне — Сергиев Посад), работал контролёром ОТК на ЗОМЗе. Скончался 5 декабря 2007 года, похоронен на Благовещенском кладбище Сергиева Посада.

## Награды
- Был также награждён двумя орденами Отечественной войны 1-й степени и рядом медалей[1].
- Почётный гражданин Сергиево-Посадского района.